# Unión Deportiva Villa de Santa Brígida
La Unión Deportiva Villa de Santa Brígida es un club de fútbol de España, del municipio de Santa Brígida en la isla de Gran Canaria. Actualmente milita en la categoría de Tercera Federación. En la temporada 2007/08 jugó por primera vez en la Segunda División B.

## Historia
Fundado en 2004, a partir de la fusión de 2 equipos históricos del fútbol canario como la S.D. Santa Brígida y el  Club Deportivo La Angostura, este último le cedió su plaza en Tercera División, ambos equipos de la Villa de Santa Brígida. 
La máxima categoría en donde había jugado era la Tercera División. En la temporada 2006/07 consiguió el ascenso a Segunda División B tras eliminar, en los play-offs de ascenso, a Gimnástica Segoviana (0-0 y 2-2) y al Real Murcia B (0-0 y 0-1).
En la temporada 2015/2016 logra conseguir por primera vez, en su corta historia, el título del Grupo XII, imponiéndose a rivales de gran categoría en el panorama futbolístico canario tales como la Unión Deportiva Las Palmas Atlético y la Unión Deportiva Lanzarote. Al haberse adjudicado el título liguero, esto le permite poder disputar los play-offs de ascenso directo a Segunda División B contra otro campeón de comunidad. En el sorteo celebrado el 16 de mayo de 2016, en la sede de la Real Federación Española de Fútbol, en la ciudad de Madrid, el Villa queda emparejado con el campeón de esta misma comunidad, la Unión Deportiva San Sebastián de los Reyes. El partido de ida, celebrado el 22 de mayo, en el Estadio Municipal de los Olivos acaba con resultado favorable de 1-0 para los satauteños, quienes marcharán a la capital española con ventaja en la eliminatoria. En el partido de vuelta, celebrado el 29 de mayo, el conjunto canario cae derrotado por 3-1, por ende eliminado,  pese a adelantarse desde muy pronto en el marcador y durante gran parte del partido ser equipo de Segunda División B. Así pues, el equipo isleño es eliminado de los play-offs de ascenso directo, pero gracias a su condición de campeón de grupo entra en la liguilla de ascenso, la cual disputa frente al Elche Ilicitano Club de Fútbol (3-0 y 2-0).

## Uniforme
- Uniforme titular: Camiseta blanca con mangas verdes, pantalón y medias verdes.
- Uniforme alternativo: Camiseta amarilla, pantalón negro, medias amarillas.

## Estadio
El Estadio Municipal de Los Olivos es el campo donde juega la Unión Deportiva Villa de Santa Brígida, desde la temporada 2010-2011, con capacidad para 1000 espectadores.

## Temporadas
| Temporada         | División          | Posición          | Copa del Rey      |
| S.D Santa Brígida | S.D Santa Brígida | S.D Santa Brígida | S.D Santa Brígida |
| ----------------- | ----------------- | ----------------- | ----------------- |
| 1971/72           | 2.ª Regional      | 3.º               |                   |
| 1972/73           | 2.ª Regional      | 10.º              |                   |
| 1973/74           | 2.ª Regional      | 9.º               |                   |
| 1974/75           | 2.ª Regional      | 11.º              |                   |
| 1975/76           | 2.ª Regional      | 8.º               |                   |
| 1976/77           | 2.ª Regional      | 5.º               |                   |
| 1977/78           | 1.ª Regional      | 2º                |                   |
| 1978/79           | Preferente        | 8.º               |                   |
| 1979/80           | Preferente        | 7.º               |                   |
| 1980/81           | 3ª División       | 18.º              |                   |
| 1981/82           | Preferente        | 7.º               |                   |
| 1982/83           | Preferente        | 5.º               |                   |
| 1983/84           | Preferente        | 6º                |                   |
| 1984/85           | Preferente        | 2.º               |                   |
| 1985/86           | 3ª División       | 20.º              |                   |
| 1986/87           | Preferente        | 12.º              |                   |
| 1987/88           | Preferente        | 4º                |                   |
| 1988/89           | 3.ª División      | 23º               |                   |
| 1989/90           | Preferente        | 18.º              |                   |
| 1990/91           | 1.ª Regional      | 10.º              |                   |
| 1991/92           | 1.ª Regional      | 11.º              |                   |
| 1992/93           | 1.ª Regional      | 2.º               |                   |
| 1993/94           | 1.ª Regional      | 1º                |                   |
| 1994/95           | Preferente        | 3º                |                   |
| 1995/96           | Preferente        | 3.º               |                   |
| 1996/97           | Preferente        | 13.º              |                   |
| 1997/98           | Preferente        | 4º                |                   |
| 1998/99           | Preferente        | 6.º               |                   |
| 1999/00           | Preferente        | 3.º               |                   |

| Temporada                  | División      | Posición | Copa del Rey |
| -------------------------- | ------------- | -------- | ------------ |
| 2000/01                    | Preferente    | 11.º     |              |
| 2001/02                    | Preferente    | 4.º      |              |
| 2002/03                    | Preferente    | 10º      |              |
| 2003/04                    | Preferente    | 10.º     |              |
| U.D Villa de Santa Brígida |               |          |              |
| 2004/05                    | 3.ª División  | 5º       |              |
| 2005/06                    | 3.ª División  | 5º       |              |
| 2006/07                    | 3.ª División  | 3º       |              |
| 2007/08                    | 2ªDivisión B  | 16.º     |              |
| 2008/09                    | 2ªDivisión B  | 20.º     |              |
| 2009/10                    | 3.ª División  | 7º       |              |
| 2010/11                    | 3.ª División  | 5º       |              |
| 2011/12                    | 3.ª División  | 14.º     |              |
| 2012/13                    | 3.ª División  | 10.º     |              |
| 2013/14                    | 3.ª División  | 6º       |              |
| 2014/15                    | 3.ª División  | 6.º      |              |
| 2015/16                    | 3.ª División  | 1º       |              |
| 2016/17                    | 3.ª División  | 3.º      |              |
| 2017/18                    | 3.ª División  | 8.º      |              |
| 2018/19                    | 3.ª División  | 7.º      |              |
| 2019/20                    | 3.ª División  | 20.º     |              |
| 2020/21                    | 3.ª División  | 9.º      |              |
| 2021/22                    | 3.ªFederación | 5º       |              |
| 2022/23                    | 3.ªFederación | 5.º      |              |
| 2023/24                    | 3.ªFederación | 9º       |              |

### Datos del Club
- Temporadas en 2ª División B: 2
- Temporadas en 3ªDivisión: 21
- Mejor puesto en la liga: 1.º (Tercera División, 2015/16)
- Peor puesto en la liga: 20.º (Tercera División, 2019/20)
- Temporadas en Preferente: 19
- Temporadas en 1ªRegional: 5
- Temporadas en 2ªRegional: 6

## Palmarés

### Trofeos regionales
- Copa R.F.E.F. (Fase Autonómica de Canarias) (2): 2015-16, 2019-20
- Subcampeón de la Copa José Antonio Ruiz Caballero (2): 2024, 2025